# Elbit Hermes 450
O Elbit Systems Hermes 450 é um Veículo aéreo não tripulado (VANT) fabricado pela empresa israelense Elbit Systems, projetado para longas missões táticas de resistência. Tem uma autonomia de mais de 20 horas, com a missão primária de vigilância, reconhecimento e retransmissão de comunicações e ataque - imediato.

## Operadores
Azerbaijão
- Em junho de 2008, o Azerbaijão encomendou dez Hermes 450,escolhê-lo em relação aos outros modelos de VANTS por causa da sua "invisibilidade sobre a anti-aérea inimiga"[3] Em 12 de setembro de 2011,um VANT teria sido derrubado pelo braço de defesa aérea do Exército de Defesa do Nagorno-Karabakh (NKDA) sobre o espaço aéreo de República do Nagorno-Karabakh (perto da aldeia de Vazgenashen na província de Martuni).[4] Investigações preliminares realizadas pelo NKDA determinaram o modelo a ser um tipo de Hermes 450.[5]

 Botswana 
 Brasil
- A Força Aérea Brasileira (FAB) tem, desde Dezembro de 2009 uma unidade em regime de locação para um ano de testes e avaliações em conjunto com o Exército Brasileiro e Marinha do Brasil;[7] há planos de comprar mais dois.[8] Em junho de 2011 a FAB criou o primeiro esquadrão brasileiro apenas com VANTS, contando com 2 VANTS, este sediado em Santa Maria (RS).[9] Mais duas aeronaves foram entregues no início de 2013.[10][11] Foram desativados e substituídos pelos Elbit Hermes 900.[12]

 Croácia
- Dois Hermes 450 foram encomendados pelo exército croata, juntamente com dois menores Skylark UAVs no final de 2006, entregue no final de 2007.

 Chipre
- A Força Aérea do Chipre está operando um Esquadrão de VANT (2 grupos de VANTs).

 Geórgia
- Hermes 450 também têm sido usadas pela Geórgia para reconhecimento sobre o território disputado com Abecásia, onde alguns foram derrubados.

 México
- A Força Aérea Mexicana adquiriu o sistema Hermes 450 em 2009.[13][14]

 Singapura
- O Ministério da Defesa de Cingapura anunciou que a Força Aérea da República de Singapura a adição dos Hermes 450 à sua frota de veículos aéreos não tripulados, como parte da nova Força Aérea VANT de comando[15]

 Israel
- A Força Aérea Israelense opera um esquadrão de Hermes 450 na Base Aérea Palmachim no sul de Tel Aviv,onde foi adaptado para uso como um VANT de assalto,dois misseís Rafael . De acordo com israelenses, palestinos, libaneses e relatórios independentes, os ataques de Israel com VANTS na faixa de Gaza tem sido constantes e foi usado intensivamente na Segunda Guerra do Líbano, bem como nos ataques aéreos.

 Reino Unido
- O H450 é operado pelo 32nd Regiment Royal Artillery do Exército Britânico em operações militares no Afeganistão e no Iraque.Na versão Britânica o Hermes usa giroscópios a laser em seu Sistemas de navegação inercial.Ele não tem a opção de armamento nas asas. Os Hermes 450 são a base do Watchkeeper WK450 do Exército Britânico, desenvolvimento de que teve início em julho de 2005 em conjunto com Thales. Watchkeeper está programado para substituir Hermes em 2010.

 Estados Unidos
- Os Hermes 450 são operados pelo Departamento de Defesa dos Estados Unidos,Joint Unmanned Aerial Vehicles Test e Evaluation Program no "Naval Air Station Fallon"[16] e dois Hermes 450 foram testadas pelo "United States Border Patrol" em 2004